# Liceo Militar del Norte (Honduras)
El Liceo Militar del Norte es una escuela militar creada por las Fuerzas Armadas de Honduras. Originalmente fundada como una institución de educación secundaria, con las metas de proveer la mejor educación académica y militar a jóvenes que al graduarse, obtendrán grado de Subteniente de Reserva.  
Desde su nacimiento, promueve el fortalecimiento, en la juventud, de un valor educativo integral fundamentado en el desarrollo armónico del espíritu, intelecto y el cuerpo, en función de valores morales, éticos y cívicos, cuyo propósito es el logro de hondureños aptos para integrarse dinámicamente, al medio social y operar en el como factor de desarrollo y perfeccionamiento, dentro de una concepción democrática profundamente espiritual, con verdadero sentido patriótico.  

## Fundación
La creación del Liceo Militar fue aprobada mediante el Acuerdo EMH-110 de fecha 5 de abril de 1983 y por el Poder Ejecutivo a través del Ministerio de Educación Pública de Honduras, según Acuerdo No.491-EP de fecha 11 de febrero de 1983.
La idea principal es la creación de un colegio militar para jóvenes hondureños en la cual puedan egresar normalmente tanto como Bachiller en ciencias y letras además de recibir instrucción militar, forjándose como oficiales de reserva para el Ejército de Honduras

## Historia
En febrero de 1983, se inaugura el Liceo Militar del Norte en la ciudad de San Pedro Sula, Honduras.  El proyecto del General General Gustavo Álvarez Martínez, en aquel entonces, Comandante de Las Fuerzas Armadas de Honduras, el cual durante su formación militar en Argentina, tuvo la oportunidad de conocer el programa de Liceos Militares en ese país.   Es nombrado como Comandante de la institución el Coronel Francisco Ruiz Andrade, un militar de una carrera extensa, el cual se venía desempeñando como Comandante del 3.er Batallón de Infantería, en Naco, Cortés.  

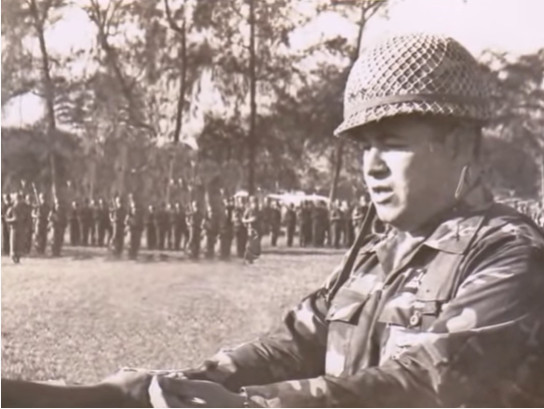
Primer Comandante - Coronel Francisco Ruiz Andrade

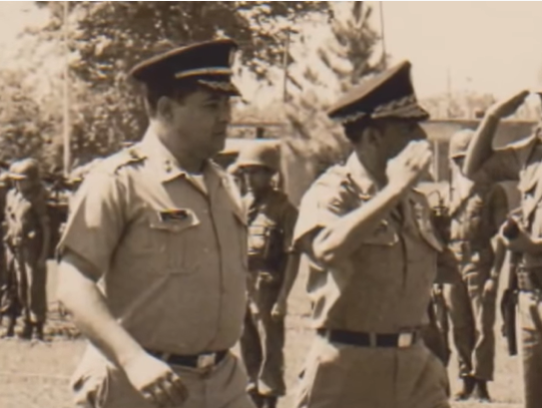
Col. Ruiz Andrade y Gral. Álvarez Martínez

En el aspecto académico, es nombrado como Director Marco Aurelio Pinto, el cual integra un equipo docente de catedráticos, los cuales formaban parte de otras instituciones élite del país.  Su meta fue proveer la mejor educación secundaria a nivel nacional.  
En su primer año, el Batallón de Caballeros Alumnos (Cadetes) es formado por aproximadamente por unos 1000 estudiantes, los cuales formaron 4 Compañías.  Ellos son comandados por oficiales activos de las Fuerzas Armadas de Honduras, los cuales se dedican a preparar al cuerpo de estudiantes en todos los aspectos de entrenamiento militar y disciplina.
A través del entrenamiento militar riguroso y alta demanda académica, las primeras promociones de caballeros alumnos pasan por un proceso arduo para culminar cada año académico.  Luego terminan el año pasando por un entrenamiento cien por ciento militar, con especialidades de cada una de las ramas de las Fuerzas Armadas de Honduras.  
En 1984 y 1985, las primeras dos unidades de caballeros alumnos participan en maniobras conjuntas con el ejército de los Estados Unidos, las cuales se llevaron a cabo en el Centro Regional de Entrenamiento Militar (CREM), también conocido como Regional Military Training Center (RMTC/CREM) Trujillo, Honduras con el 7th SFG Special Forces Group.  
En diciembre de 1985, el Liceo Militar del Norte gradúa su primera promoción.  Esta fue compuesta por 58 egresados Bachilleres en Ciencias y letras y con el rango militar de Subtenientes de Reserva en infantería.
En el mes de agosto de 1987, unos 200 alumnos del Liceo Militar del Norte y la Primera Compañía perteneciente al Décimo Sexto Batallón de Infantería, son adiestrados en el Centro de Adiestramiento Militar del Ejército (CAME).
Diciembre de 1987 egresa la tercera promoción de Subtenientes de Reserva, la cual es el primer grupo de Caballeros Alumnos que cursó todos sus estudios de secundaria en esta institución.

## Campus
El campus original del Liceo Militar del Norte ha sido parte de las instalaciones de la 105 Brigada de Infantería desde 1983. Está localizado en una de las áreas verdes más grandes de la ciudad de San Pedro Sula.  Cuenta con la plaza principal en donde se han celebrado las actividades cívicas y militares desde sus inicios. El complejo de aulas contiene laboratorios para las ciencias, música, e idiomas.  Además cuenta con una amplia biblioteca.  El campus cuenta también con varias canchas deportivas.
El 23 de noviembre de 2019, El Poder Ejecutivo, a través del Decreto Ejecutivo número PCM-029-2019, y del Acuerdo N.º SDM-038-2019 de la Secretaría de Defensa Nacional, se otorga a favor del Instituto de Previsión Militar, para uso, funcionamiento y administración de su Dependencia “Liceo Militar de Honduras”, una porción de terreno, que es parte del bien inmueble propiedad del Estado de Honduras, en el que funciona “La Ciento Cinco Brigada de Infantería”.  El que fue “Instituto Liceo Militar del Norte”, hoy llamado “Liceo Militar de Honduras” opera.

## Cuerpo de Caballeros Alumnos
Los jóvenes aspirantes a ingresar deben tener los requisitos siguientes: ser hondureño de nacimiento e hijo de padres hondureños, certificaciones de estudios de años cursados, constancia de conducta, contar con una edad mínima de 11 años y máxima de 15 años para educación secundaria, 6 a 12 para educación primaria y 4-6 años para preescolar.
El centro educacional cuenta con alrededor de dos mil estudiantes, entre preescolares, educación primaria (1 a 9 grado) y secundaria (Bachillerato), estos pueden continuar sus estudios superiores en cualquier centro universitario del país o extranjero.
| Años de estudio | Grado                   |
| --------------- | ----------------------- |
| 1° - 9° año     | Cadete/sargento         |
| Bachillerato    | Subtenientes de reserva |

Los estudiantes además de sus estudios académicos normales, formación militar, también reciben y participan en eventos culturales.

### Comandantes
| Grado                          | Comandante                | Periodo     |
| ------------------------------ | ------------------------- | ----------- |
| Teniente Coronel de infantería | Francisco Ruíz Andrade    | 1983 a 1987 |
| Coronel de infantería          | Omar Antonio Zelaya Reyes | 1987 -      |
| Capitán de infantería          | Uriel Cantor Galeano      |             |
| Coronel de Artillería          | Erwin Roberto Lara Franco | actual      |

## Estudiantes egresados
- Juan Orlando Hernández Alvarado, ex Presidente de Honduras.
- Rene Javier Barrientos Alvarado, general de Brigada - comandante general de la Fuerza Aérea Hondureña
- Lisandro Rosales Banegas, secretario de Estado en los Despachos de Relaciones Exteriores y Cooperación Internacional
- Tulio Armando Romero Palacios, teniente coronel - Guardia de Honor Presidencial
- Leo Yamir Castellón Hirezi, Diputado - Congreso Nacional de Honduras
- Luis Andrés Villalobos Alvarado, destacado ejecutivo-empresario.
- Olman Arturo Barahona Ortega, empresario.
- Manuel Antonio Ordóñez Penman, médico
- Sergio Ottoniel Vélez Rodríguez, renombrado Politólogo, Chef y empresario.